# Csaba Csizmadia
Csaba Csizmadia (ur. 30 maja 1985 w Târgu Mureș) – węgierski piłkarz rumuńskiego pochodzenia, grający na pozycji obrońcy. Na początku swojej kariery grał w Kecskeméti TE. W latach 2004–2006 grał w FC Fehérvár, następnie przez trzy lata reprezentował barwy klubów zagranicznych. W sezonie 2010/2011 był piłkarzem Ferencvárosi TC. Następnie grał w: Gyirmót SE, Lombard Pápa i Floridsdorfer AC. W 2016 trafił do Budafoki LC.
Dwunastokrotny reprezentant Węgier.

## Występy w reprezentacji
| Lp. | Data                 | Rywal                    | Typ  | Wynik | Grał  |
| --- | -------------------- | ------------------------ | ---- | ----- | ----- |
| 1.  | 6 lutego 2007        | Cypr (w)                 | tow. | 1:2   | 1–90  |
| 2.  | 7 lutego 2007        | Łotwa (n)                | tow. | 2:0   | 1–90  |
| 3.  | 24 marca 2007        | Czarnogóra (w)           | tow. | 1:2   | 1–90  |
| 4.  | 28 marca 2007        | Mołdawia (d)             | eME  | 2:0   | 1–90  |
| 5.  | 2 czerwca 2007       | Grecja (w)               | eME  | 0:2   | 1–90  |
| 6.  | 22 sierpnia 2007     | Włochy (d)               | tow. | 3:1   | 73–90 |
| 7.  | 8 września 2007      | Bośnia i Hercegowina (d) | eME  | 1:0   | 72–90 |
| 8.  | 12 września 2007     | Turcja (w)               | eME  | 0:3   | 1–90  |
| 9.  | 17 października 2007 | Polska (w)               | tow. | 1:0   | 1–90  |
| 10. | 17 listopada 2007    | Mołdawia (w)             | eME  | 0:3   | 1–90  |
| 11. | 6 lutego 2008        | Słowacja (n)             | tow. | 1:1   | 1–90  |
| 12. | 31 maja 2008         | Słowenia (d)             | tow. | 0:1   | 80–90 |

## Sukcesy
- 2006: Puchar Węgier (FC Fehérvár)